# Amy Johnsonová
Amy Johnsonová, anglicky: Amy Johnson (1. července 1903 Kingston upon Hull – 5. ledna 1941 ústí Temže do Severního moře) byla anglická pilotka, průkopnice ženského létání, která ve 30. letech 20. st. vytvořila řadu leteckých dálkových rekordů. Celosvětovou známost získala v roce 1930, kdy se stala první ženou, která podnikla sólový let z Velké Británie do Austrálie.

## Letecká rekordmanka
Při letu do Austrálie letěla vlastním strojem de Havilland Gypsy Moth (G-AAAH), jemuž dala jméno Jason, a který si zakoupila s finanční pomocí svého otce a vikomta Charlese Wakefielda. Pro tak náročný let však nebylo letadlo vhodné, a Amy tak zůstala čtyři dny za rekordem letce Berta Hinklera. Amy proto byla nejprve zklamaná, byla však oslavována jako první žena, která tak obtížný let zvládla. Proběhl mezi 5. a 24. květnem 1930 a překonala při něm vzdálenost přesahující 18 tisíc kilometrů. Její letoun je dnes vystaven v Muzeu vědy v Londýně.

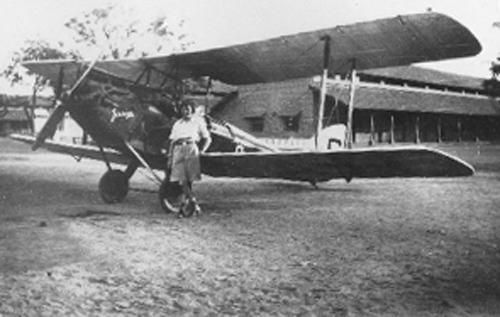
Amy Johnsonová se svým letounem Jason v Indii

V roce 1931 se Amy společně s pilotem Jackem Humphreysem stali prvními, kteří zvládli let z Londýna do Moskvy v jednom dni. Cestu dlouhou téměř tři tisíce kilometrů absolvovali za zhruba 21 hodin v letounu de Havilland Puss Moth (G-AAZV) pojmenovaném Jason II. Pokračovali pak přes Sibiř do Tokia, čímž dosáhli rekordního času pro trasu z Británie do Japonska.
V roce 1932 potkala skotského letce Jima Mollisona. Při jejich prvním společném letu ji osm hodin po seznámení požádal o ruku. V červenci téhož roku se vzali. Ještě v červenci Amy letěla s letounem Puss Moth (G-ACAB) pojmenovaným Desert Cloud v rekordním čase z Londýna do Kapského Města, a překonala tak dosavadní rekord, jehož držitelem byl její manžel. Nebyl to přitom jediný případ, kdy se jí podařilo zkrátit jím dosažené časy.
Za druhé světové války pracovala pro civilní organizaci Air Transport Auxiliary, která zajišťovala přepravu letadel britského královského letectva.

## Nevyjasněná smrt

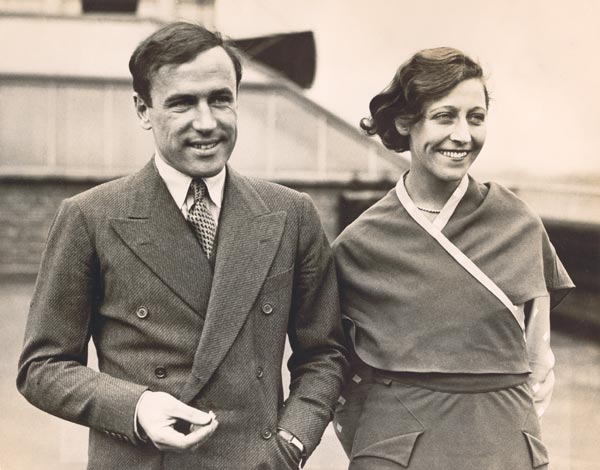
Slavní manželé Amy & Jim, přezdívaní tiskem The Flying Sweethearts, 1937

Ve službě pro tuto organizaci se při jednom ze zimních letů roku 1941 za sněžení odchýlila s letounem Airspeed Oxford z kurzu a údajně proto, že jí došlo palivo, vyskočila z letounu na padáku. Dopadla do rozbouřené Temže v místě, kde se vlévá do Severního moře. Kapitán okolo projíždějící HMS Haslemere Lt Cmdr Walter E. Fletcher ji spatřil ve vlnách živou a pokusil se ji zachránit. Nezdařilo se mu to, a sám přitom kvůli prochlazení v ledové vodě přišel o život.
V roce 1999 se však objevila nová verze toho, jak Amy Johnsonová zemřela. Tehdy 83letý Tom Mitchell po téměř 60 letech od její smrti uvedl, že byl jedním ze čtveřice britských vojáků, která její letoun sestřelila. Když ji vyzvali k identifikaci, udala totiž podle Mitchella dvakrát nesprávný kód. V takových případech měli rozkaz střílet. Co se v tu chvíli stalo, jim podle něj došlo až následující den. „Všichni jsme byli přesvědčeni, že jde o nepřátelské letadlo, než jsme si druhý den přečetli noviny a uvědomili si, že to byla Amy Johnsonová… Cítili jsme se naprosto strašně," uvedl Mitchell. Téhož dne jim podle něj důstojníci řekli, aby o incidentu mlčeli.
Větší jasno by do případu mohl vnést nález vraku letadla, který dodnes leží na dně Temže.

## Pocty

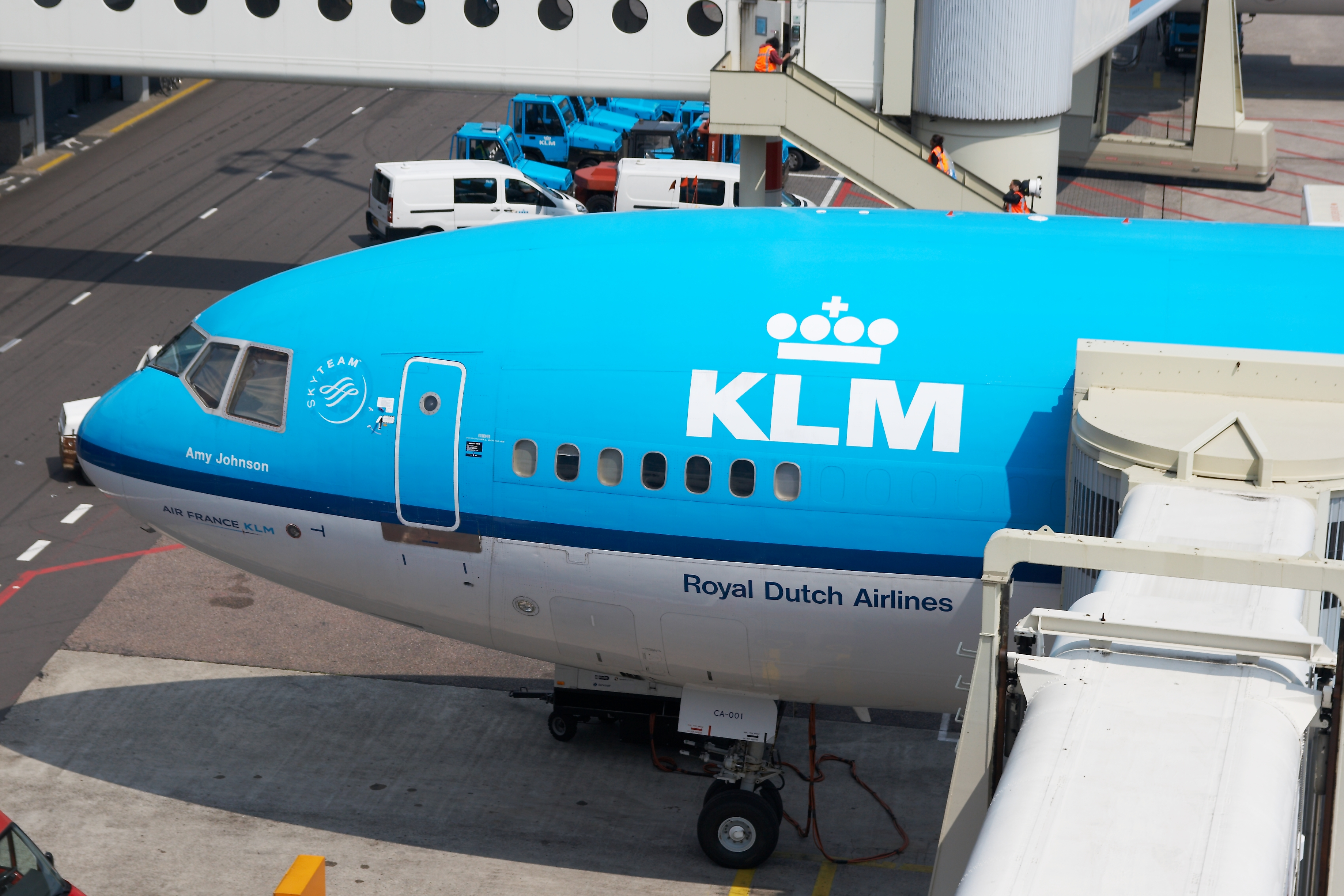
McDonnell Douglas MD-11 společnosti KLM nesoucí jméno Amy Johnson

Na přelomu roku 2015–2016 absolvovala Tracey Curtis-Taylor tříměsíční let z Farnborough do Sydney na renovovaném letounu Boeing Stearman s názvem Spirit of Artemis. Let byl zorganizován jako pocta průkopnici letectví Amy Johnson.